# Nachal Kedeš
Nachal Kedeš (hebrejsky: נחל קדש) je vádí v Libanonu a Izraeli.
Začíná v Libanonu, ve vysočině nedaleko izraelských hranic. Pak směřuje k východu a vstupuje na území Izraele v regionu Horní Galileje, kde protéká mezi vesnicemi Ramot Naftali a Jiftach, nedaleko od starověké archeologické lokality Tel Kadeš, skrz rovinatou náhorní terasu Bik'at Kedeš (údolí Kedeš). Pokračuje dál k východu a prudce se zařezává do hřbetu hor Naftali. Hluboké údolí ohraničené strmými útesy v tomto úseku je začleněno do přírodní rezervace o ploše 1524 dunamů (1,524 kilometru čtverečního). Údolí je turisticky přístupné, ale patří mezi náročnější terény. Poblíž horního konce údolí stojí zbytky arabské vesnice an-Nabi Juša vysídlené roku 1948 a poblíž i pevnost Mecudat Koach.
Na dolním toku Nachal Kedeš vstupuje do rovinaté nížiny Chulského údolí poblíž správního komplexu Merkaz Koach, v němž sídlí úřady Oblastní rady Mevo'ot ha-Chermon. Pak ústí do řeky Jordán.